# Hideo Hašimoto
Hideo Hašimoto (* 21. května 1979, Osaka) je japonský fotbalista.

## Reprezentační kariéra
Hideo Hašimoto odehrál 15 reprezentačních utkání. S japonskou reprezentací se zúčastnil Mistrovství Asie ve fotbale 2007.

## Statistiky
| Japonsko | Japonsko | Japonsko |
| Roky     | Záp.     | Góly     |
| -------- | -------- | -------- |
| 2007     | 4        | 0        |
| 2008     | 2        | 0        |
| 2009     | 7        | 0        |
| 2010     | 2        | 0        |
| Celkem   | 15       | 0        |